# Bình Định Nam
Bình Định Nam là một xã thuộc huyện Thăng Bình, tỉnh Quảng Nam, Việt Nam.
Xã Bình Định Nam có diện tích 16,78 km², dân số năm 2019 là 3.865 người, mật độ dân số đạt 230 người/km².